# Gustave Valmont
Gustave Valmont, né le 24 juin 1881 dans le 8e arrondissement de Paris et mort pour la France à Esternay dans le département de la Marne le 6 septembre 1914, est un archiviste paléographe et poète français du XXe siècle. Son nom est inscrit au Panthéon dans la liste des 560 écrivains morts pour la France.

## Biographie
Gustave Félix Marie Valmont, né le 24 juin 1881 au 90 rue La Boétie à Paris, est le fils de Félix Marie Louis Valmont (1852-1908), issu d'une famille normande de la région de Caudebec et de Barentin, médecin à Paris et de Marie Victoire Lacomblez (1857-).
Il est élève à l'école Fénelon où il se lie d'amitié avec Roger Martin du Gard en 1894. Tous deux se retrouvent au lycée Condorcet, à la Sorbonne et à la caserne Hatry à Rouen pendant leur service militaire. Bachelier en 1899, licencié ès lettres en 1901, il est admis à l'École des chartes (arrêté du 7 novembre 1902) dont il sort diplômé en 1908 et est parallèlement élève-auditeur de l'École pratique des hautes études (1904). Sa thèse est intitulée  La Question des subsistances dans la généralité de Rouen au XVIIIe siècle.
Il fait son service militaire au 39e régiment d'infanterie de novembre 1902 à septembre 1903. Dans la réserve, il est nommé caporal en avril 1905 puis sergent en octobre de la même année.
En 1911, parait L'Aile de l'amour, un recueil de poèmes que le critique Henri Clouard commente ainsi : « Mais c'est un roman, et voilà donc un volume de vers qui a une suite et une unité. Ne craignons point de donner trop de louanges à ce privilège que l'auteur doit à son mérite. Mais il a bien d'autres façons de se distinguer de la foule des poètes contemporains. Si je n'en note qu'une seule, c'est qu'elle est d'importance et emporte tout le reste : M. Gustave Valmont a donné à l'aile de son amour un mouvement noble et lent d'harmonies abstraites. Il en est même venu à se défier de l'image ».
Il collabore activement à la Revue critique des idées et des livres à partir de 1911.
Il réside à Caudebec-en-Caux quand il fait paraitre en 1913, sous la forme d'une causerie-conférence, son Esquisse de l'histoire de Caudebec-en-Caux et de sa région , pour en faire connaitre le passé religieux, artistique et militaire.
En 1914, il entreprend un roman qui, selon son titre : L'Équivoque, devait être à tendance psychologique.
Mobilisé le 3 août 1914 au 74e régiment d'infanterie, d'abord à Rouen pour l'instruction des recrues, il rejoint son régiment pendant la retraite de Charleroi le 30 août 1914.
Il est tué lors de la bataille de la Marne au cours d'une reconnaissance, à Esternay, le 6 septembre 1914 et inhumé dans l'ossuaire de la nécropole nationale de Courgivaux.

## Distinctions
- Croix de guerre 1914–1918, étoile d'argent
- Médaille militaire, à titre posthume, arrêté du 9 juillet 1921[14]
- 1916 : Académie française - Prix Jules Davaine[15]

## Hommages
- Le nom de Gustave Valmont est inscrit au Panthéon dans la liste des 560 écrivains morts pour la France[16].
- Son nom figure sur les plaques commémoratives 1914-1918 de l'École des Chartes, de la Sorbonne, du monument aux morts de Rouen et de la bibliothèque municipale de Rouen[17].
- Son nom est inscrit sur le mémorial de la nécropole nationale de Courgivaux[18].

## Œuvres principales
- L'Aile de l'amour, poèmes, Calmann-Lévy, Paris, 1911
- Esquisse de l'histoire de Caudebec-en-Caux et de sa région, 1913[19]